# Les Deux Chèvres
Les Deux Chèvres est la quatrième fable du livre XII de Jean de La Fontaine situé dans le troisième et dernier recueil des Fables de La Fontaine, édité pour la première fois en 1693 mais daté de 1694.

## Texte de la fable
Dés que les Chèvres ont brouté,

Certain esprit de liberté

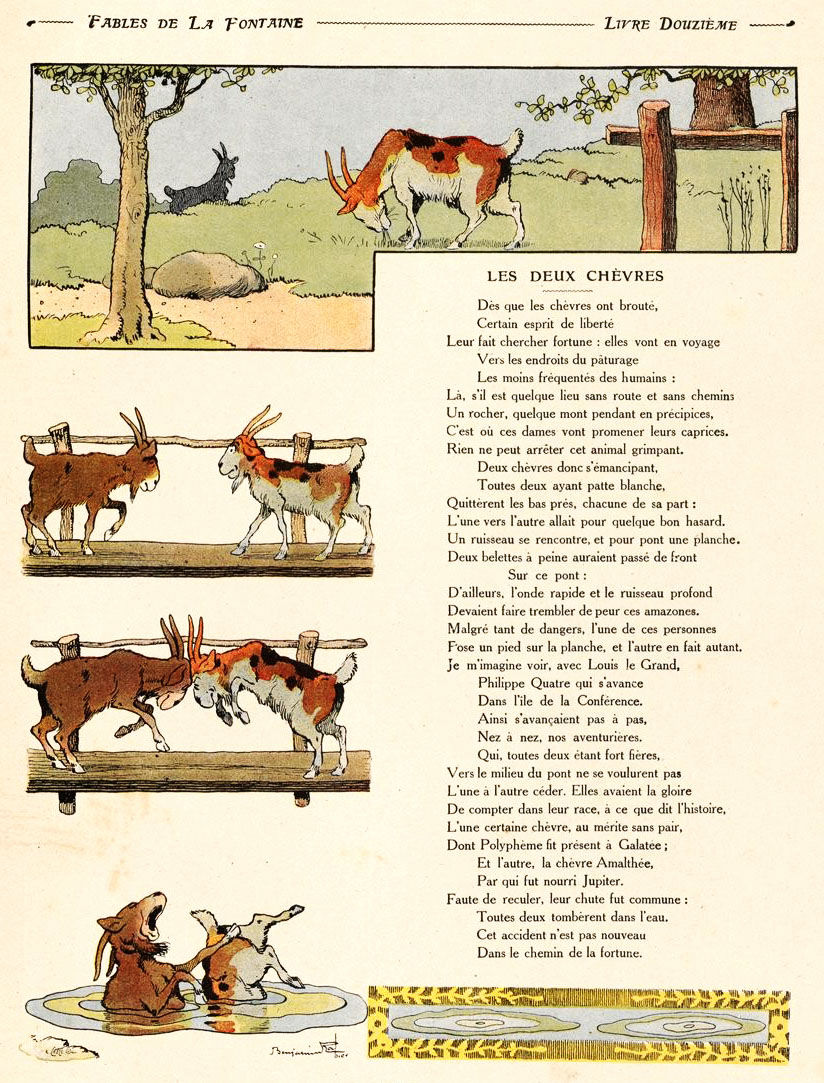
Dessin de Benjamin Rabier

Leur fait chercher fortune ; elles vont en voyage

Vers les endroits du pâturage

Les moins fréquentés des humains.

Là s’il est quelque lieu sans route et sans chemins,

Un rocher, quelque mont pendant en précipices,

C’est où ces Dames vont promener leurs caprices ;

Rien ne peut arrêter cet animal grimpant.

Deux Chèvres donc s’émancipant,

Toutes deux ayant patte blanche,

Quittèrent les bas prés, chacune de sa part.

L’une vers l’autre allait pour quelque bon hasard.

Un ruisseau se rencontre, et pour pont une planche ;

Deux Belettes à peine auraient passé de front

Sur ce pont :

D’ailleurs l’onde rapide et le ruisseau profond

Devaient faire trembler de peur ces Amazones.

Malgré tant de dangers l’une de ces personnes

Pose un pied sur la planche, et l’autre en fait autant,

Je m’imagine voir avec Louis le Grand

Philippes Quatre qui s’avance

Dans l’île de la Conférence.

Ainsi s’avançaient pas à pas,

Nez à nez nos Aventurières,

Qui toutes deux étant fort fières,

Vers le milieu du pont ne se voulurent pas

L’une à l’autre céder. Elles avoient la gloire

De compter dans leur race (à ce que dit l’Histoire)

L’une certaine Chèvre au mérite sans pair

Dont Polyphème fit présent à Galatée ;

Et l’autre la Chèvre Amalthée

Par qui fut nourri Jupiter.

Faute de reculer leur chute fut commune ;

Toutes deux tombèrent dans l’eau.

Cet accident n’est pas nouveau

Dans le chemin de la Fortune.
— Jean de La Fontaine, Fables de La Fontaine, Les Deux Chèvres, texte établi par Jean-Pierre Collinet, Fables, contes et nouvelles, Gallimard, « Bibliothèque de la Pléiade », 1991, p. 459